# Isertia parviflora
Isertia parviflora là một loài thực vật có hoa trong họ Thiến thảo. Loài này được Vahl mô tả khoa học đầu tiên năm 1798.